# Arnaud Jouffroy
Arnaud Jouffroy (Senlis, Oise, 21 de febrer de 1990) va ser un ciclista francès, que va competir en ciclisme de muntanya, ciclocròs i ciclisme en ruta.

## Palmarès en ciclocròs
- 2007-2008
  -  Campió del món en ciclocròs júnior
  - 1r a la Copa del món de ciclocròs júnior
- 2008-2009
  -  Campió de França sub-23 en ciclocròs
- 2009-2010
  -  Campió del món sub-23 en ciclocròs

## Palmarès en ruta
- 2008
  - 1r al Tour de l'Abitibi
  - 1r al Giro de la Toscana júnior
- 2009
  - 1r al Circuit del Mené i vencedor d'una etapa
  - Vencedor d'una etapa al Tour de Martinica

## Palmarès en ciclisme de muntanya
- 2008
  -  Campió del món en Camp a través per relleus (amb Jean-Christophe Péraud, Laurence Leboucher i Alexis Vuillermoz)
  -  Campió d'Europa en Camp a través per relleus (amb Jean-Christophe Péraud, Laurence Leboucher i Alexis Vuillermoz)